# Aeropteryx brocki
Aeropteryx brocki is een insect uit de familie van de mierenleeuwen (Myrmeleontidae), die tot de orde netvleugeligen (Neuroptera) behoort. 
Aeropteryx brocki is voor het eerst wetenschappelijk beschreven door Manski in 1948.